# Bhagirathi
Il Bhagirathi è un fiume turbolento nello Stato del Uttarakhand, India, che ha origine dal Ghiacciaio di Gangotri, nella catena montuosa dell'Himalaya. 
Viene ufficialmente considerato come il tratto iniziale del Gange secondo i testi sacri dell'Induismo, anche se l'Alaknanda, un altro dei corsi d'acqua che formano la parte iniziale del Gange, è più lungo e quindi dal punto di vista idrologico andrebbe considerato come la vera sorgente del fiume.

## Galleria d'immagini

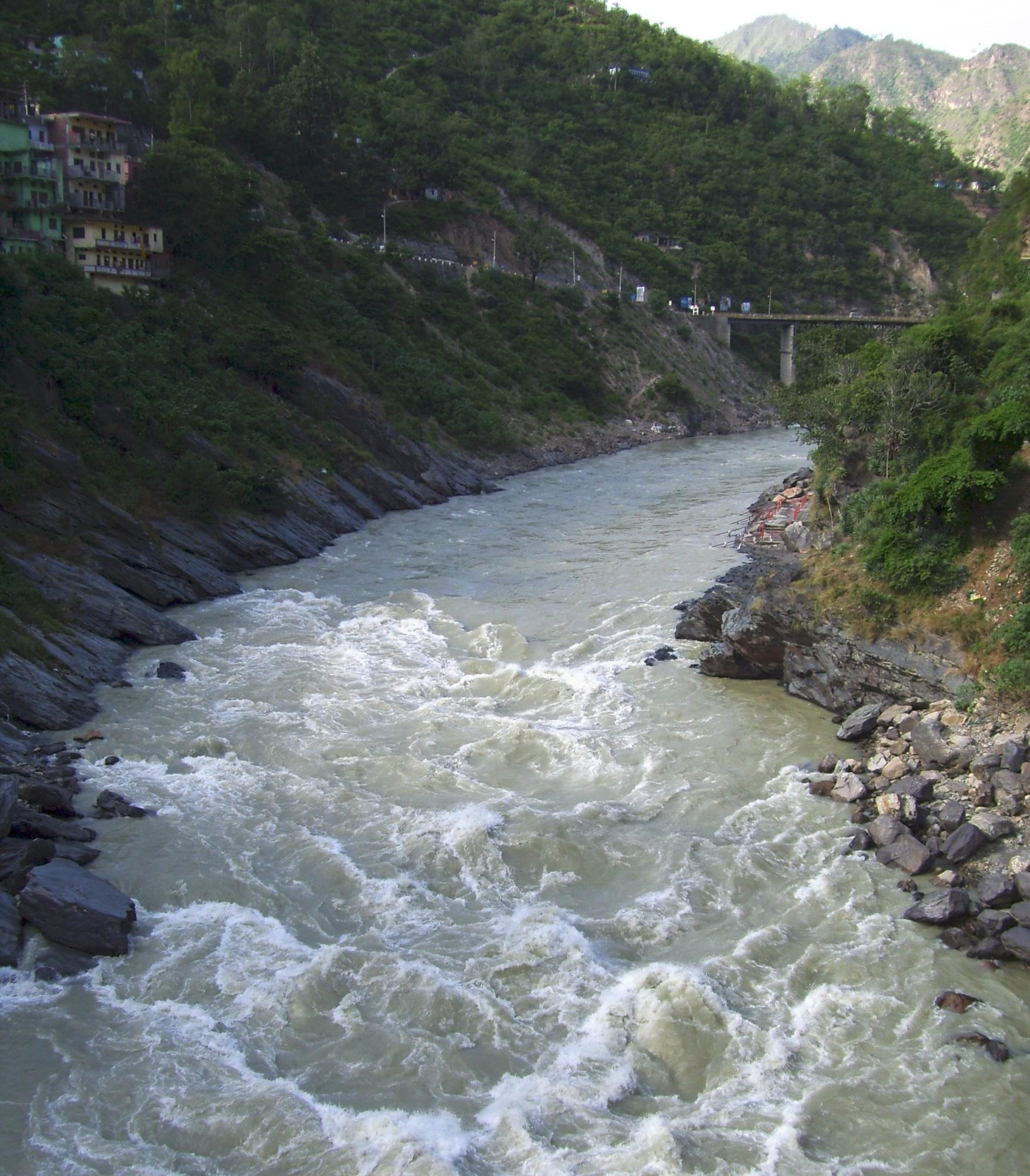
Il Bhagirathi a monte di Dev Prayag
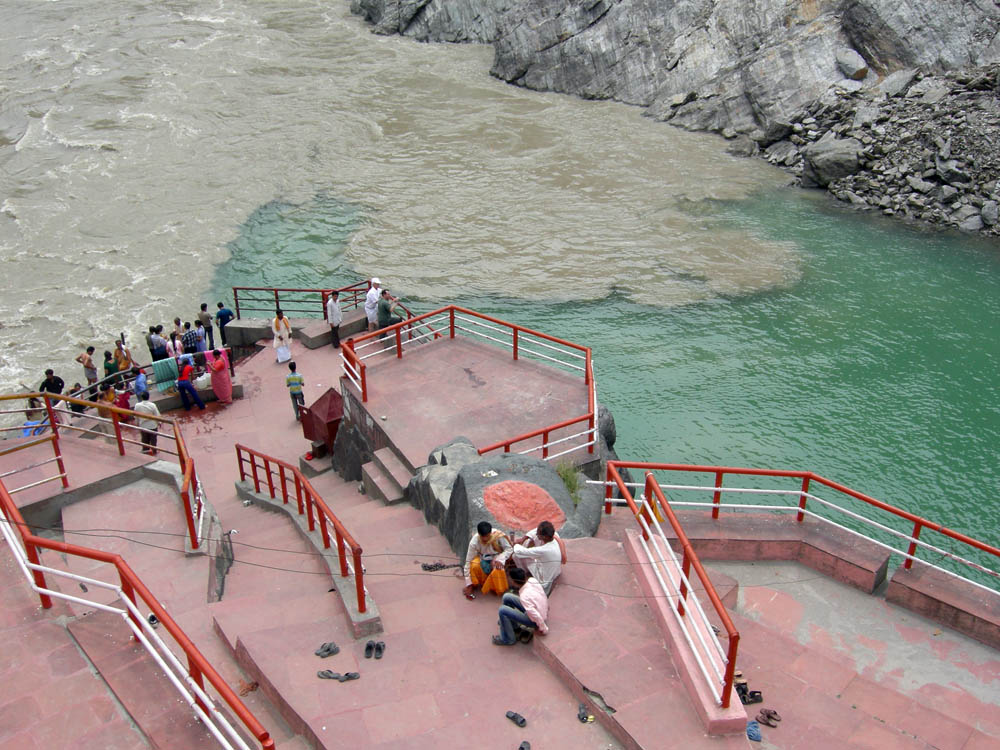
Confluenza tra il Bhagirathi (a destra) e l'Alaknanda
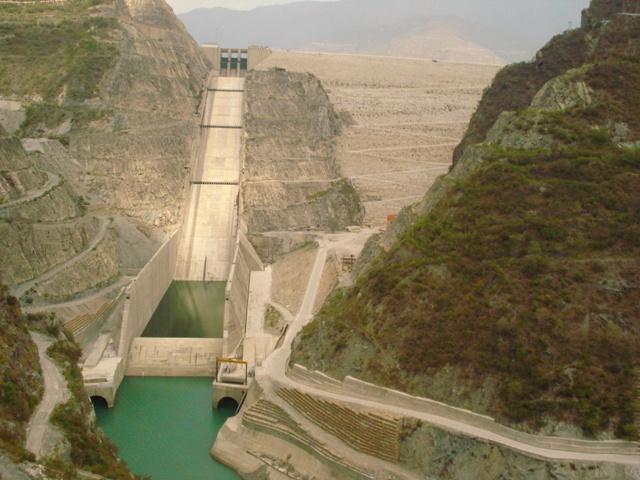
Lo sbarramento di Tehri, uno dei più alti del mondo